# Шэффнер, Николас
Николас Шэффнер (англ. Nicholas Schaffner; род. 28 января 1953, Манхэттен, Нью-Йорк, штат Нью-Йорк — 28 августа 1991, Нью-Йорк) — американский писатель, журналист и автор-исполнитель.

## Биография
Шэффнер родился в Нью-Йорке в семье Джона В. Шэффнера (?—1983, литературного агента, клиентом которого, среди прочих, был Рэй Брэдбери) и Пердиты Макферсон Шэффнер (1919—2001; в девичестве Фрэнсис Пердиты Олдингтон). Его бабушкой и дедушкой по материнской линии были поэтесса-имажинистка Хильда Дулитл, более известная как «Х. Д.», и композитор и музыкальный критик Сесил Грей. Шэффнер учился в школе Шоуэт, впоследствии поступив в Новый колледж Флориды и окончив его.
На протяжении большей части 1960-х Шэффнер собирал вещи, связанные с группой The Beatles, что привело к созданию книги «The Beatles Forever». Опубликованная в 1977 году книга была тепло принята литературным сообществом, а сам автор стал считаться экспертом этой группы. Так, в рецензии газеты The New York Post её описывали как «честную, информативную и весьма интересную», в то время как обозреватель из Publishers Weekly отмечал: «вполне возможно, эта книга для „битломанов“ … всеобъемлющая, опирающаяся на факты и заслуживающая доверия…». Впоследствии Шэффнер был приглашён в качестве комментатора в документальный фильм о группе — «The Compleat Beatles», выпущенный в 1982 году.
«The Beatles Forever» по-прежнему высоко ценится в писательской среде, а также среди экспертов группы. В обзоре литературы, посвящённой The Beatles, за 2007 год писатели Стюарт Ши и Роберт Родригес отмечали, что книга до сих пор пользуется успехом читателей благодаря сочетанию повествования «из первых уст» и способности автора соотнести его с более широким культурным контекстом. Также Ши и Родригес подчёркивали: «Эта книга, наряду с „Illustrated Record“ Карра и Тайлера, заполнила серьёзные пробелы в истории „Битлз“ в тот период. Работа Шэффнера — одна из лучших книг, посвящённых группе, и целое поколение поклонников The Beatles до сих пор молится на неё, благодаря превосходной прозе и организаторским навыкам автора». Обсуждая в декабре 2013 года новые биографии The Beatles, критик Chicago Tribune Марк Каро привёл эту книгу в пример «старой школы», охарактеризовав её как «превосходную биографию группы с критическим анализом». Иэн Инглис, автор биографии Джорджа Харрисона «The Words and Music of George Harrison» 2010 года, также похвалил вклад Шэффнера, заявив: «Это одна из лучших книг, посвящённых истории „Битлз“. Грамотно написано …».
Среди других работ Шэффнера — биография группы Pink Floyd «A Saucerful of Secrets: The Pink Floyd Odyssey», а также детская книжка «The Boys from Liverpool: John, Paul, George, Ringo». В 1981 году вместе со своей сестрой Элизабет он выступил соавтором книги «505 рок-н-ролльных вопросов, на которые ваши друзья не могут ответить» (англ. «505 Rock-and-Roll Questions Your Friends Can't Answer»). За этим последовало «The British Invasion» (1982), сборник длинных исторических эссе, охватывающих The Beatles и многие из современных им британских групп в период т. н. «британского вторжения», а также более короткие эссе (в основном написанные другими писателями, друзьями Шэффнера), посвящённые другим британским исполнителям, популярным в 1970-х годах. Также Шэффнер публиковался в таких изданиях, как Rolling Stone, Musician, The Village Voice и Trouser Press.
Шэффнер умер 28 августа 1991 года в Нью-Йорке от осложнений, связанных со СПИДом, вскоре после издания книги «A Saucerful of Secrets: The Pink Floyd Odyssey». У него остались мать и трое братьев и сестёр.
В 1990 году был издан песенный цикл Шэффнера под названием «Magical Kingdoms». Музыка из него исполнялась посмертно на трибьют-мероприятиях, посвящённых писателю, в том числе в нью-йоркском Линкольн-центре.